# LGBT và Wikipedia

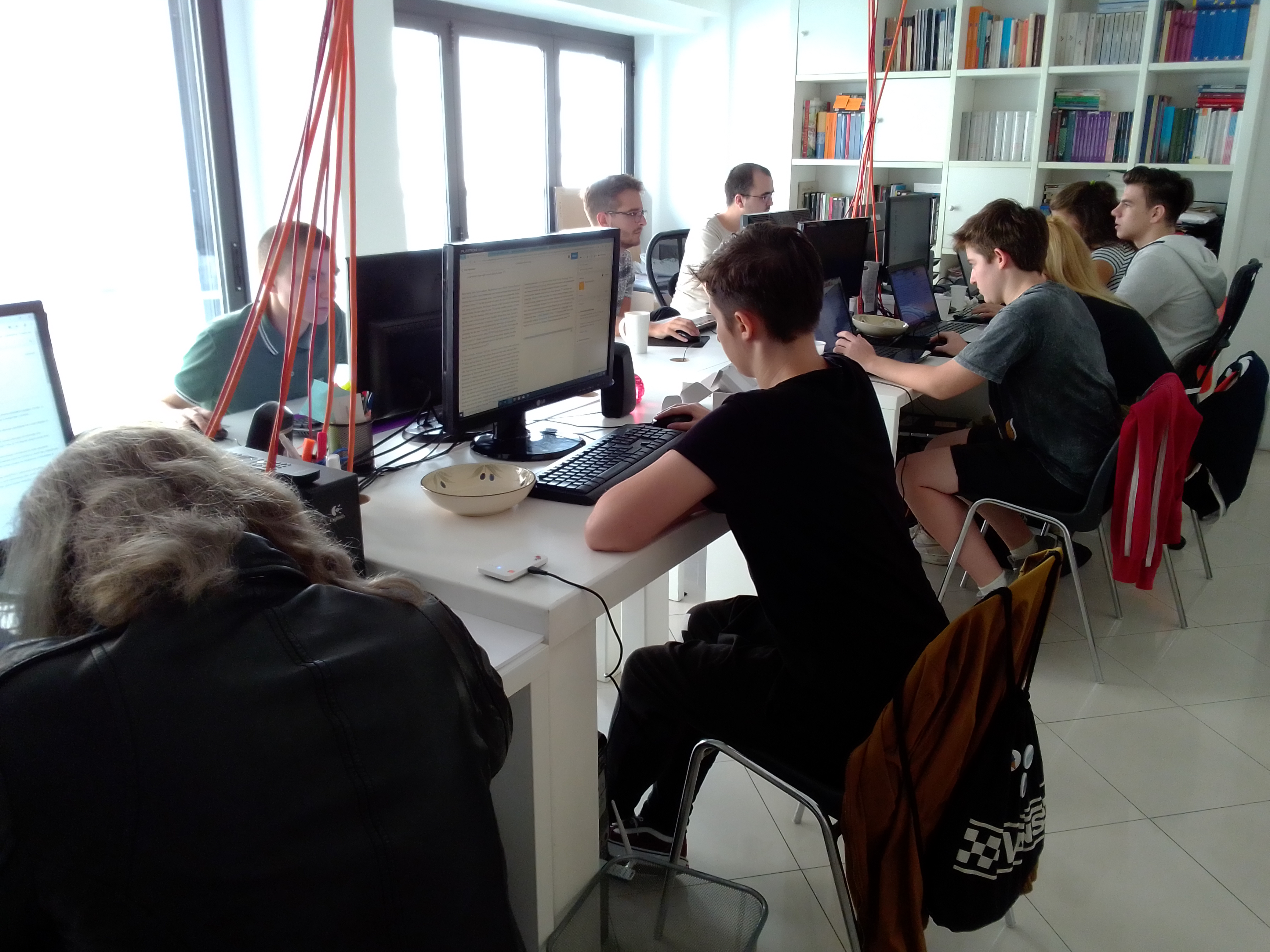
Các thành viên tham gia một sự kiện Wiki Loves Pride để cải thiện nội dung liên quan đến LGBT trên Wikipedia, ở Serbia (2019)

Có nhiều giao điểm khác nhau của cộng đồng LGBT và Wikipedia. Những thành viên LGBT chỉnh sửa Wikipedia có thể bị quấy rối trên mạng và các hình thức quấy rối khác. Nội dung Wikipedia về các cá nhân LGBT thường bị phá hoại, nhưng những nhóm người dùng Wikipedia khác nhau và Wikimedia Foundation ủng hộ tạo các chiến dịch nhằm thúc đẩy việc đưa nội dung LGBT vào Wikipedia. Việc xuất hiện các nội dung về LGBT, ở các quốc gia có ngăn chặn thông tin về các vấn đề LGBT, đã nhận được khen ngợi.

## Đưa tin về LGBT
Năm 2011, Wikimedia Foundation (WMF) đặt mục tiêu chiến lược là tuyển dụng nhiều phụ nữ, người da màu và những người ít được đại diện (underrepresented individual) khác làm biên tập viên, bao gồm cả LGBT.
Năm 2019, phó giáo sư của Đại học Bang St. Cloud, ông Rachel Wexelbaum viết rằng "Đối với các thành viên LGBTIQ+ và những ai đang tìm kiếm thông tin về LGBTIQ+, Wikipedia đã được chứng minh là vô giá ở những quốc gia mà các ấn phẩm, truyền thông hoặc tính minh bạch của LGBTIQ+ có thể bị hình sự hóa hoặc bị gạt bỏ, nguyên nhân là do các tổ chức phi chính phủ về AIDS bỏ quên những quốc gia này". LGBTIQ+ cũng có thể tỏ ra đáng giá đối với những người sống trong cộng đồng mà thông tin này bị gạt ra ngoài lề xã hội, theo kinh nghiệm của Abby Stein trong việc tìm kiếm danh tính về người chuyển giới.
Trong một số trường hợp, các phiên bản ngôn ngữ cụ thể của Wikipedia có vấn đề về nội dung chống LGBT. Wikipedia tiếng Croatia đã bị giám sát vì thúc đẩy chủ nghĩa phát xít, tẩy trắng các trại tập trung trong Thế chiến thứ hai, cũng như tuyên truyền chống người Serbia và chống LGBT. Tại một thời điểm, bảo quản viên tích cực duy nhất của Wikipedia tiếng Amharic đã thi hành luật chống LGBT của chính phủ Ethiopia trên wiki.

### Danh xưng
Những bài viết về các cá nhân chuyển giới và phi nhị giới thường là đối tượng của những kẻ phá hoại hay sửa đổi bài viết để gọi nhầm giới tính của chủ thể, bất chấp  của Wikipedia rằng những bài viết này nên sử dụng giới tính tương ứng với giới tính được nêu gần đây nhất của chủ thể. Tháng 8 năm 2008, trang của nhà báo chuyển giới CNET là Ina Fried đã bị cuốn vào một cuộc chiến sửa đổi về các đại từ được sử dụng trên trang này.
Sau khi Chelsea Manning xác nhận tên và đại từ ưa thích của mình vào tháng 8 năm 2013, các biên tập viên đã tranh luận về tiêu đề trong mục từ viết về bà. Vào thời điểm đó, trang web Slate ca ngợi hành động của biên tập viên Wikipedia, nói rằng trang của Manning đã được viết lại nhanh chóng và có "rất ít tranh cãi đáng kể". Tuy vậy, tháng 10 năm 2013, The Guardian lưu ý rằng Ủy ban Trọng tài của Wikipedia tiếng Anh đã "cấm vài biên tập viên làm những bài viết liên quan đến chủ đề hoặc cá nhân chuyển giới", lưu ý rằng trong khi một số bị cấm vì "đưa ra những bình luận mang tính chuyển giới về Manning", những thành viên khác cũng nhận hình phạt tương tự "vì đã chỉ ra sự cố chấp này ngay từ đầu."
Theo dõi quá trình chuyển đổi giới tính của Caitlyn Jenner vào năm 2015, Kat George của tờ tạp chí Bustle đã viết như sau "Chúng ta có thể bắt đầu tìm hiểu về cách sử dụng hợp lý các đại từ giới tính, với trang Wikipedia của Caitlyn Jenner là một ví dụ hoàn hảo về thứ ngôn ngữ trước và sau chính xác mà chúng ta nên sử dụng".
Biên tập viên từng tranh luận về tên gọi và đại từ được sử dụng trong bài viết về Gloria Hemingway trong suốt 15 năm vừa qua. Tháng 2 năm 2022, sau một tuần tranh luận và thảo luận kéo dài, số phiếu bầu được chia đều giữa việc sử dụng Gloria và đại từ nhân xưng "bà ấy/chị ấy" hoặc tiếp tục sử dụng cái tên gọi cũ trong hình dáng nam giới của người này. Một biên tập viên đã đóng cuộc thảo luận ủng hộ việc đổi tên; quyết định này bị kháng cáo nhưng được bảo quản viên giữ nguyên.

## Quấy rối
Các biên tập viên LGBT Wikipedia đã từng bị quấy rối bao gồm gọi tên cũ trước khi chuyển giới và doxing. Wikimedia Foundation cho biết họ thực sự lo ngại về ý tưởng rằng những biên tập viên chuyển giới có thể bị loại khỏi Wikipedia do hành vi lạm dụng trực tuyến. BBC News cho biết vào năm 2020, "Nhiều người, đặc biệt là phụ nữ và những thành viên thuộc cộng đồng LGBTQ từng phàn nàn về việc các biên tập viên khác lạm dụng và quấy rối họ".
Các biên tập viên ở những quốc gia mà LGBT nguy hiểm hơn sẽ bị quấy rối nghiêm trọng hơn. Có trường hợp nọ khi một biên tập viên đã bị bảo quản viên chặn vì tên người dùng này cho thấy họ có thể là người đồng tính. Bảo quản viên sau cùng đã bị chặn vì những hành động đó khi Nhóm Tin cậy và An toàn của Wikimedia vào cuộc. Một biên tập viên tên là Amir Sarabadani tuyên bố rằng trong suốt 12 năm biên tập Wikipedia tiếng Ba Tư, người dùng thường phản đối các bài viết liên quan đến đồng tính luyến ái. Các biên tập viên khác thường tố cáo anh ta có ý tưởng "xúc tiến đồng tính" và những người dùng ẩn danh đã đăng những hình ảnh khiêu dâm lên trang thành viên của Amir. Anh ta cho biết công việc của mình trên cương vị là bảo quản viên ở đó đã giúp làm cho việc lạm dụng trở nên ít dung thứ hơn và nội dung kỳ thị đồng tính trước đây được chấp nhận giờ đã bị ngăn chặn.
Năm 2022, một nhóm gồm 40 nhân vật công chúng người Pháp đã ký một bức thư ngỏ tới Wikipedia tố cáo "các hành vi kỳ thị" đối với người chuyển giới, phi nhị giới và liên giới tính trên Wikipedia bao gồm việc bị gọi nhầm giới tính, gọi tên khai sinh trước khi chuyển giới, sử dụng hình ảnh trước khi chuyển giới và quấy rối các biên tập viên chuyển giới công khai.

## Phong trào Wikimedia

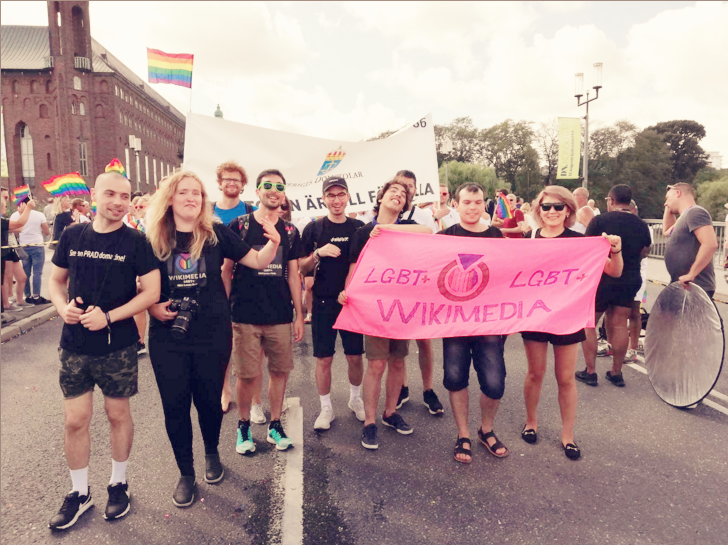
Đại diện LGBT+ của Wikimedia tại cuộc diễu hành EuroPride ở Stockholm năm 2018.

Phong trào Wikimedia đã chứng kiến các chiến dịch và tổ chức những buổi edit-a-thon để cải thiện phạm vi đưa tin về các chủ đề LGBT. Theo The Hindu, Wiki Loves Pride là "một chiến dịch toàn cầu nhằm mở rộng và cải thiện nội dung liên quan đến LGBT trong vô số dự án của Wikimedia. Chiến dịch này tập trung vào khoảng thời gian từ tháng 6 đến tháng 10, khi những thành viên LGBT trên khắp thế giới tôn vinh cộng đồng của họ". Wiki Loves Pride đã thúc đẩy phạm vi đưa tin về những nhân vật LGBT nổi tiếng. Art+Feminism từng được mô tả là "chiến dịch nhằm cải thiện sự đại diện của trang web này về phụ nữ và các cá nhân phi nhị giới".
Năm 2022, Wikimedia Foundation đã tham gia cùng các tổ chức nhân quyền và LGBT hòng phản đối Đạo luật An toàn Trực tuyến Trẻ em. Những nhóm này đưa ra lập luận rằng "kiểm duyệt quá mức" sẽ "cắt đứt số thành viên thuộc nhóm trẻ tuổi bị thiệt thòi do phải dựa vào các dịch vụ trực tuyến để tìm hiểu về giáo dục giới tính hoặc tiếp cận nguồn tài nguyên LGBT". Wikimedia LGBT là một nhóm người dùng trực thuộc Wikimedia Foundation.